# Sector espacial
El sector espacial  es el conjunto de empresas y organismos dedicados al fomento de programas de investigación y exploración espacial y aquellas agencias responsables de diseñar, ejecutar y mantener dichos programas, como la NASA y SpaceX en Estados Unidos, la ESA en Europa y Roskosmos en Rusia. 
La existencia del sector espacial en sí mismo está justificada con el surgimiento de nuevas líneas de negocio en torno a la astronáutica: fabricación de componentes para vehículos espaciales (o vehículos en sí mismos), análisis de misiones, dinámica de vuelo, mantenimiento y creación de centros de control y observatorios espaciales o la simulación y la navegación por satélite.

## Historia
La historia de la astronáutica, y con ella el sector espacial, es relativamente corta. Se considera como referencia de sus inicios la colocación del primer cuerpo artificial en el espacio, el Sputnik 1, el 4 de octubre de 1957.
Sin embargo, el verdadero origen de este sector está más atrás, en la II Guerra Mundial. Hitler, ante la posibilidad de invadir Reino Unido, impulsó el desarrollo de cohetes en el centro de investigación de Peenemünde, llegando al desarrollo de los cohetes V-1 y V-2 para alcanzar Gran Bretaña cruzando el Canal de la Mancha y causar destrozos.
Al concluir la II Guerra Mundial, los americanos y soviéticos iniciaron la llamada carrera espacial, movida más que por un interés en ciencia por el interés de predominio político y militar de ambas potencias, que duró aproximadamente desde 1957 a 1975.
En la actualidad son muchos los entes relacionados con el sector empresarial, especialmente en los Estados Unidos y Rusia, debido a la gran vinculación de estos países con el espacio y el actual proceso de construcción de la Estación Espacial Internacional (EEI).